# Šport u 1929.
◄◄ | ◄ | 1926. | 1927. | 1928. | 1929.  | 1930. | 1931. | 1932. | ► | ►►
Arhitektura • Astronomija • Biologija • Film • Fotografija • Glazba • Kazalište • Kemija • Kiparstvo • Knjige • Književnost • Kršćanstvo • Meteorologija • Medicina • Planinarstvo • Politika • Pravo • Promet • Slikarstvo • Strip • Šport • Televizija • Znanost • Zrakoplovstvo • Željeznički promet
Šport u 1929.

## Svijet

### Osnivanja
- AC Chievo Verona, talijanski nogometni klub

### Rođenja
- 9. veljače – Alma Butia, slovenska atletičarka († 2019.)
- 1. srpnja – Ödön Földessy, mađarski atletičar († 2020.)

## Hrvatska i u Hrvata

### Osnivanja
- NK Inter Zaprešić, hrvatski nogometni klub
- NK Kamen-Ingrad Velika, hrvatski nogometni klub
- NK Kustošija Zagreb, hrvatski nogometni klub

## Vanjske poveznice
|  | Zajednički poslužitelj ima još gradiva o temi Šport u 1929. |